# 马拉尼昂州大拉戈阿
马拉尼昂州大拉戈阿（葡萄牙語：Lagoa Grande do Maranhão）是巴西马拉尼昂州的一个市镇。总面积733.635平方公里，总人口8850人，人口密度12.1人/平方公里。